# Saint-Venant-de-Paquette
Saint-Venant-de-Paquette es un municipio canadiense situado en la provincia de Quebec.

## Superficie
Saint-Venant-de-Paquette tiene una superficie de 58,75 km².

## Demografía
En 2021, tenía 69 habitantes, una densidad poblacional de 1,2 hab./km², y 61 viviendas.